# Parvathy Soman
Parvathy Soman (22 de abril de 1997) es una cantante de la India. Ha sido reconocida como una de las mejores cantantes de playback o reproducción en las películas de Malayalam. Ella también interpreta temas musicales en sus álbumes de Malayalam devocionales.

## Biografía
Nació en una familia hindú en Malayali Ernakulam, Kerala. Creció en Edappally, un pueblo cerca de Ernakulam. Su padre, el Somashekharan Nair, trabajaba como oficial de una oficina de impuestos para renta y su madre, Anitha Soman, es ama de casa. Tuvo una formación en música clásica en Ernakulam con Chandramana Namboothiri Narayanan. Cuando era niña participó en un concurso de canto infantil en el evento Munch Singer Star Junior, transmitida en un canal de televisión en la red Asianet. También interpretó un tema musical titulado Swapnam, para una película de Malayalam, que se estrnó en mayo de 2012.